# Жерники (Єнджейовський повіт)
Жерники (пол. Żerniki) — село в Польщі, у гміні Собкув Єнджейовського повіту Свентокшиського воєводства.
Населення — 281 особа (2011).
У 1975-1998 роках село належало до Келецького воєводства.

## Демографія
Демографічна структура на день 31 березня 2011 року:
|          | Загалом | Допрацездатний вік | Працездатний вік | Постпрацездатний вік |
| -------- | ------- | ------------------ | ---------------- | -------------------- |
| Чоловіки | 137     | 23                 | 96               | 18                   |
| Жінки    | 144     | 29                 | 76               | 39                   |
| Разом    | 281     | 52                 | 172              | 57                   |